# Irene D. Long
Irene Duhart Long (Cleveland, Ohio, 16 de noviembre de 1951 - 4 de agosto de 2020) fue una doctora estadounidense que fue funcionaria de la Administración Nacional de Aeronáutica y del Espacio (NASA) de los Estados Unidos. Fue la primera mujer directora del departamento médico del Centro Espacial John F. Kennedy.

## Biografía
Irene Duhart Long nació el 16 de noviembre de 1951 en Cleveland, Ohio, hija de Andrew y Heloweise Davis Duhart. Se graduó de East High School en Cleveland y obtuvo su licenciatura en biología de la Northwestern University en 1973. Se inscribió en la Escuela de Medicina de la Universidad de San Luis y obtuvo su título en 1977. Continuó con residencias en la Clínica Cleveland, el Hospital Monte Sinai de Cleveland y la Wright State University de Dayton, Ohio, donde recibió su Maestría en Ciencias en Medicina aeroespacial.
Long comenzó a trabajar como médico para la Administración Nacional de Aeronáutica y del Espacio (NASA) en 1982. Fue nombrada directora de la Oficina de Investigación y Operaciones Biomédicas en el Centro Espacial John F. Kennedy en 1994. Recibió el nombramiento de directora médica y directora asociada de Servicios de Puerto Espacial en el año 2000. Se retiró a la edad de 63 años y fue sucedida por David Tipton en 2013. Trabajó para la NASA durante 31 años.

## Reconocimientos
- 1986 - Kennedy Space Center Federal Woman of the Year Award
- 1995 - Society of NASA Flight Surgeons Presidential Award
- 1998 - Women in Aerospace Outstanding Achievement Award
- 2001 - Ohio Women’s Hall of Fame
- 2005 - Lifetime Achievement Award, Women of Color Technology Awards Conference[6]
- 2010 - Strughold Award, Space Medicine Association[7]